# Некурсько (Великопольське воєводство)
Некурсько (пол. Niekursko, нім. Niekosken) — село в Польщі, у гміні Тшцянка Чарнковсько-Тшцянецького повіту Великопольського воєводства.
Населення — 403 особи (2011).
У 1975-1998 роках село належало до Пільського воєводства.

## Демографія
Демографічна структура станом на 31 березня 2011 року:
|          | Загалом | Допрацездатний вік | Працездатний вік | Постпрацездатний вік |
| -------- | ------- | ------------------ | ---------------- | -------------------- |
| Чоловіки | 206     | 60                 | 131              | 15                   |
| Жінки    | 197     | 50                 | 109              | 38                   |
| Разом    | 403     | 110                | 240              | 53                   |